# Bibury
Bibury är en ort och civil parish  i Storbritannien.   Den ligger i grevskapet Gloucestershire och riksdelen England, i den södra delen av landet, 120 km väster om huvudstaden London. Bibury ligger 115 meter över havet och antalet invånare är 627.
Terrängen runt Bibury är platt. Runt Bibury är det ganska tätbefolkat, med 72 invånare per kvadratkilometer. Närmaste större samhälle är Cirencester, 10,6 km väster om Bibury. Trakten runt Bibury består till största delen av jordbruksmark.